# Aveiro
Aveiro [ɐˈvɐjɾu]ⓘ es una ciudad portuguesa, capital del distrito homónimo, en la Región Centro y comunidad intermunicipal de Aveiro, situada cerca de 55 km al norte de Coímbra y con cerca de 58 142 habitantes, casi 80 880 considerando las freguesias del extrarradio. Ha sido frecuentemente denominada la «Venecia de Portugal» por sus canales que atraviesan el centro de la ciudad, lo que la dota de una gran belleza, conjuntamente con el barrio viejo de Beira Mar, donde se conservan las tradicionales casas y los almacenes de sal de la ría. El aire antiguo de la ciudad se mezcla perfectamente con la modernidad que ha irrumpido por la vida universitaria y hacen de esta ciudad un sitio apetecible en cualquier época del año.
Es sede de un municipio con 199,77 km² de área y 80 880 habitantes (2021), subdividido en diez freguesias. El municipio limita al norte con el municipio de Murtosa (ya sea a través de la ría de Aveiro, ya sea por tierra), al noreste con Albergaria-a-Velha, al este con Águeda, al sur con Oliveira do Bairro, al sureste con Vagos y con Ílhavo (siendo los límites con este último municipio también terrestres y a través de la ría), y con una franja relativamente estrecha de litoral en el océano Atlántico, al oeste. 
Es un municipio territorialmente discontinuo, dado que comprende algunas islas de la ría de Aveiro, y una porción de la península costera de casi 25 km de extensión que cierra la ría por occidente.

## Geografía

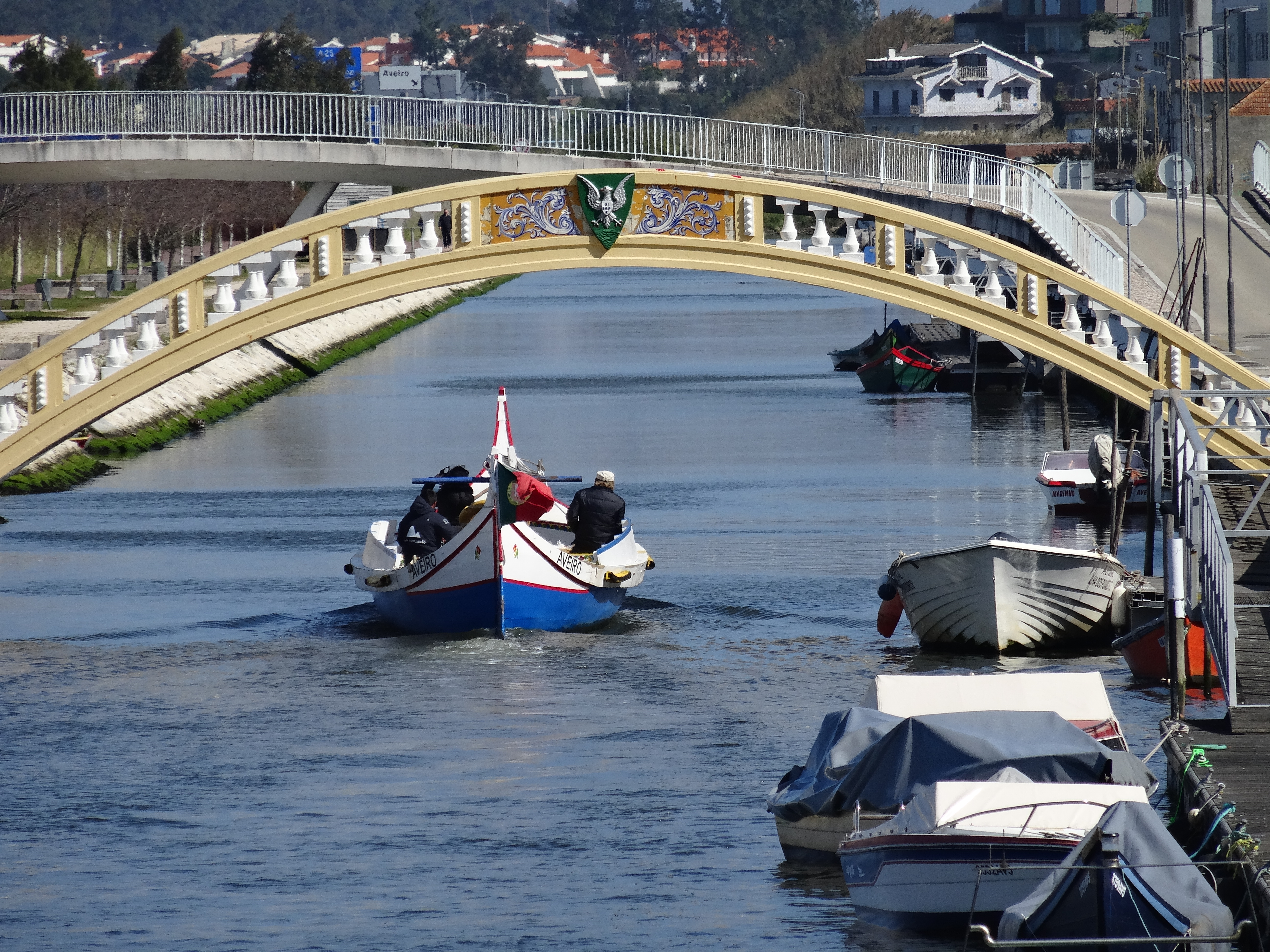
Puente sobre un canal en Aveiro.

Situada a orillas del océano Atlántico, Aveiro es una ciudad industrial con un importante puerto marítimo. La sede del municipio es la ciudad de Aveiro, que comprende cinco parroquias urbanas, con cerca de 73.003 habitantes. La ciudad de Aveiro es también la capital del Distrito de Aveiro, y la ciudad más grande de la subregión de la comunidad intermunicipal de Baixo Vouga. Aveiro es conocida como "la Venecia portuguesa", debido a su sistema de canales y barcos similar al de la ciudad italiana.

### Clima
Aveiro tiene un clima Csb (templado con verano seco y templado) según la clasificación climática de Köppen, influenciado por su proximidad al océano Atlántico. La influencia marítima provoca una estrecha amplitud térmica, que origina veranos con temperaturas diurnas de alrededor de 24 °C en promedio, considerablemente más bajas que las áreas del interior en el mismo paralelo en la península ibérica. Como es habitual en los climas mediterráneos, los veranos son secos y los inviernos húmedos. Su situación costera da lugar a que las heladas sean muy raras y nunca severas. La máxima temperatura registrada fue de 39 °C. Las temperaturas superiores a 32 °C son solo ocasionales.
| Parámetros climáticos promedio de Aveiro en el periodo 1971-2000                                                                               | Parámetros climáticos promedio de Aveiro en el periodo 1971-2000 | Parámetros climáticos promedio de Aveiro en el periodo 1971-2000 | Parámetros climáticos promedio de Aveiro en el periodo 1971-2000 | Parámetros climáticos promedio de Aveiro en el periodo 1971-2000 | Parámetros climáticos promedio de Aveiro en el periodo 1971-2000 | Parámetros climáticos promedio de Aveiro en el periodo 1971-2000 | Parámetros climáticos promedio de Aveiro en el periodo 1971-2000 | Parámetros climáticos promedio de Aveiro en el periodo 1971-2000 | Parámetros climáticos promedio de Aveiro en el periodo 1971-2000 | Parámetros climáticos promedio de Aveiro en el periodo 1971-2000 | Parámetros climáticos promedio de Aveiro en el periodo 1971-2000 | Parámetros climáticos promedio de Aveiro en el periodo 1971-2000 | Parámetros climáticos promedio de Aveiro en el periodo 1971-2000 |
| Mes | Ene.                                                             | Feb.                                                             | Mar.                                                             | Abr.                                                             | May.                                                             | Jun.                                                             | Jul.                                                             | Ago.                                                             | Sep.                                                             | Oct.                                                             | Nov.                                                             | Dic.                                                             | Anual                                                            |
| --- | ---------------------------------------------------------------- | ---------------------------------------------------------------- | ---------------------------------------------------------------- | ---------------------------------------------------------------- | ---------------------------------------------------------------- | ---------------------------------------------------------------- | ---------------------------------------------------------------- | ---------------------------------------------------------------- | ---------------------------------------------------------------- | ---------------------------------------------------------------- | ---------------------------------------------------------------- | ---------------------------------------------------------------- | ---------------------------------------------------------------- |
| Temp. máx. media (°C) | 14.4                                                             | 15.4                                                             | 17.6                                                             | 18.0                                                             | 19.9                                                             | 22.7                                                             | 24.2                                                             | 24.4                                                             | 23.6                                                             | 20.9                                                             | 17.5                                                             | 15.2                                                             | 19.5                                                             |
| Temp. media (°C) | 10.2                                                             | 11.3                                                             | 13.2                                                             | 14.0                                                             | 16.1                                                             | 18.7                                                             | 20.1                                                             | 20.2                                                             | 19.3                                                             | 16.7                                                             | 13.7                                                             | 11.5                                                             | 15.4                                                             |
| Temp. mín. media (°C) | 5.9                                                              | 7.3                                                              | 8.9                                                              | 10.1                                                             | 12.3                                                             | 14.8                                                             | 16.0                                                             | 16.1                                                             | 15.0                                                             | 12.5                                                             | 9.9                                                              | 7.9                                                              | 11.4                                                             |
| Precipitación total (mm) | 111.2                                                            | 85.5                                                             | 46.4                                                             | 89.6                                                             | 89.3                                                             | 27.6                                                             | 11.8                                                             | 17.8                                                             | 56.1                                                             | 110.3                                                            | 129.2                                                            | 131.9                                                            | 906.7                                                            |
| Días de precipitaciones (≥ 1 mm) | 13.3                                                             | 13.0                                                             | 10.4                                                             | 12.7                                                             | 9.5                                                              | 4.8                                                              | 1.9                                                              | 2.5                                                              | 5.8                                                              | 11.0                                                             | 12.2                                                             | 14.9                                                             | 112                                                              |
| Fuente: Instituto de Meteorología, IP Portugal. Datos de precipitación y temperatura para el periodo 1971-2000 en Aveiro 27 de octubre de 2012 |                                                                  |                                                                  |                                                                  |                                                                  |                                                                  |                                                                  |                                                                  |                                                                  |                                                                  |                                                                  |                                                                  |                                                                  |                                                                  |

### Ría
La ría de Aveiro es considerada una de las más hermosas e importantes de Portugal. Se extiende, en su interior, en un sentido paralelo al mar, cercana a la costa del océano Atlántico, en una longitud de 47 km. Tiene una anchura de 11 km, de este a oeste y llega desde Ovar hasta Mira en sentido norte-sur. La ría es el resultado de la retirada del océano Atlántico, lo cual ha generado franjas costeras que, desde el siglo xvi, formaron una laguna que es uno de los accidentes fluviales más importantes y bellos en toda la costa Atlántica. 
La ría se compone de cuatro grandes canales ramificados que rodean una serie de islas e islotes. En esta ría desaguan los ríos Voga, Antuã y Boco, teniendo como única comunicación con el mar un canal entre Barra y S. Jacinto, permitiendo el acceso al puerto de Aveiro a embarcaciones de gran calado. La ría es rica en peces y aves acuáticas, y ofrece un lugar perfecto para todos los deportes acuáticos.

## Historia

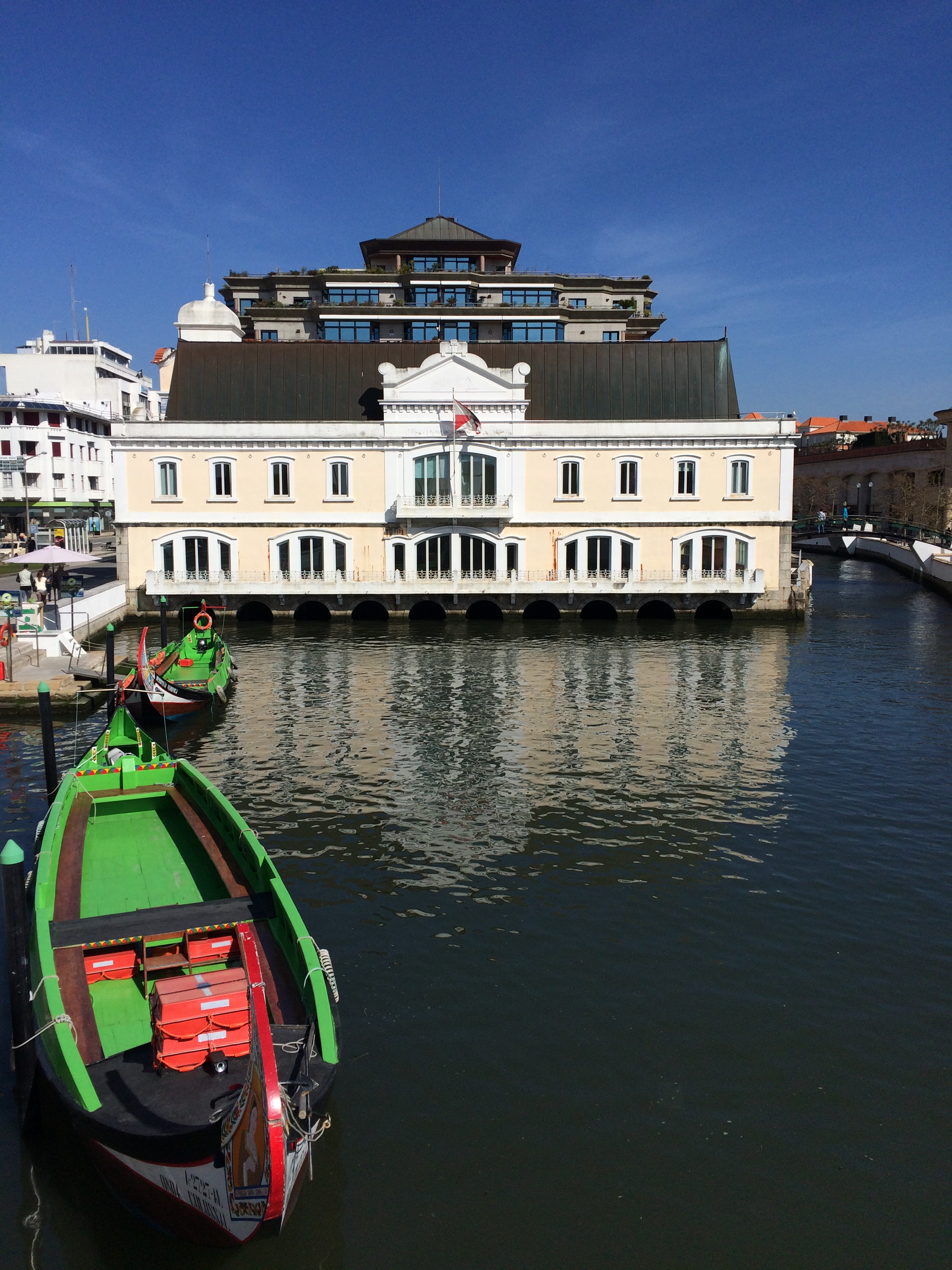
Casa flotante en Aveiro

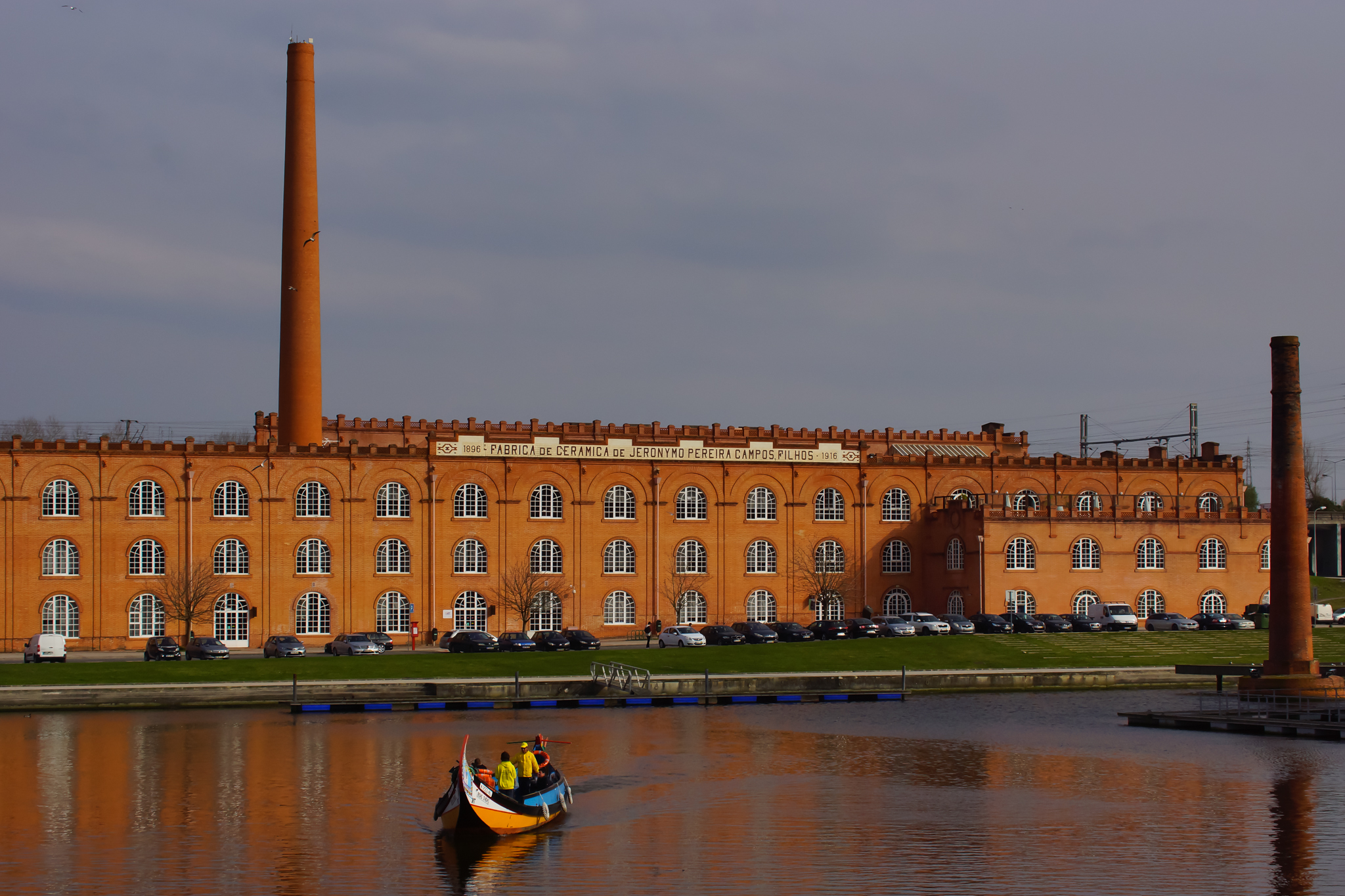
Antigua fábrica cerámica de Aveiro, hoy centro de congresos

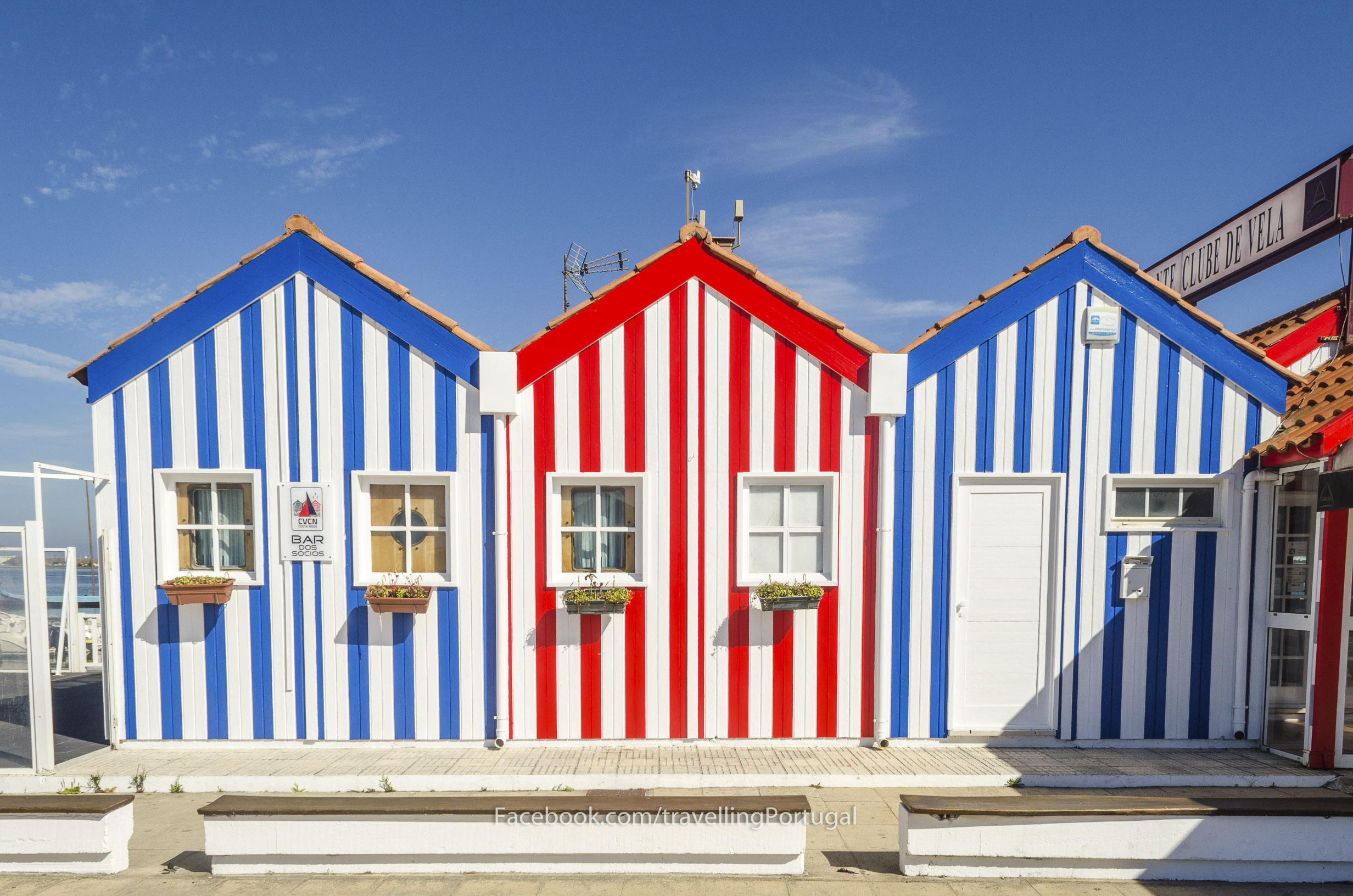
Casetas en Costa Nova

El documento del legado hecho por la condesa Muniadona Díaz al monasterio de Guimarães el 26 de enero de 959, contiene la referencia a Suis terras in Alauario et Salinas, la forma más antigua que se conoce del topónimo de Aveiro.
Las primeras menciones que hacen referencia a la ciudad datan del siglo x, pero hasta el siglo xiii no es elevada a la categoría de villa. En aquella época, la población se agrupaba en torno a la iglesia principal consagrada a San Miguel Arcángel, situada donde está hoy la Plaza de la República, aunque este edificio fue demolido en 1835.
La buena situación geográfica de Aveiro ha beneficiado su crecimiento. Las salinas, que abundan en aquella zona, la pesca (particularmente la del bacalao) y el comercio marítimo han constituido la base económica de la ciudad.
Más tarde, el rey Juan I, siguiendo el consejo de su hijo, el príncipe Pedro, quien en ese momento era donatario de Aveiro, ordenó que el poblado fuese rodeado con murallas que, en el siglo xix, fueron demolidas y parte de sus piedras utilizadas en la construcción de los rompeolas de la nueva barra.
En 1434, el rey Eduardo I dio al pueblo el privilegio de celebrar una feria anual libre que ha llegado a nuestros días y es conocida por Feria de Marzo.
En 1472, la hija del rey Alfonso V, la infanta Joana, entró en el Convento de Jesús, donde murió el 12 de mayo de 1490, aniversario recordado hoy en el día de fiesta municipal. La estancia de la hija del rey tuvo repercusiones importantes para Aveiro, llamando la atención sobre la villa, de este modo promoviendo su desarrollo.
El primer fuero de Aveiro es manuelino y fue otorgado en 4 de agosto de 1515, y está incluido en el Libro de Lecturas Nuevas de Fueros de Estremadura.
A finales del siglo xvi y principios del xvii, la inestabilidad de la vital comunicación entre la ría y el mar llevó al cierre del canal. Esto impidió el uso del puerto y creó condiciones de insalubridad que provocaron el estancamiento de las aguas de la laguna. Muchos residentes de Aveiro emigraron y crearon nuevos pueblos de pescadores a lo largo de la costa portuguesa. Esto causó una gran disminución de la población y provocó una importante crisis económica y social. Fue, sin embargo, y curiosamente, en esta fase de recesión que se construyó en pleno dominio filipino, la iglesia de la Misericordia, uno de los templos más notables de Aveiro. Estos pueblos de pescadores continúan existiendo como barrios del extrarradio aveirense: Gafanha de Nazaré, Gafanha da Encarnação, etc.
En 1759, Aveiro se convirtió en ciudad por orden del rey José I, unos meses después de ser condenado por traición, a la horca, el último duque de Aveiro. Unos años después. en 1774, a pedido del rey José I, el papa Clemente XIV convirtió Aveiro en sede de la diócesis que lleva el mismo nombre. 
Por estas razones, a petición de algunas personas notables de la ciudad, la nueva ciudad, por Real Decreto de 11 de abril de 1759, se le dio el nombre de Nueva Bragança en lugar de Aveiro. Cuando el Marqués de Pombal cayó en desgracia, la reina María I en 1777 ordenó que la ciudad volviera a llamarse por su antiguo nombre.

## Demografía
| Gráfica de evolución demográfica de Aveiro entre 1864 y 2021 |
|                                                              |
| Datos según el nomenclátor publicado por el INE portugués.   |

## Freguesias
Las freguesias de Aveiro son las siguientes:
- Aradas
- Cacia
- Eixo e Eirol
- Esgueira
- Glória e Vera Cruz
- Oliveirinha
- Requeixo, Nossa Senhora de Fátima e Nariz
- Santa Joana
- São Bernardo
- São Jacinto

## Comunicaciones
Autopistas: E1 E80 A1 (Oporto y Lisboa, E80 A25 (Playas, Viseo y España), A17 (Marinha Grande) y A29 Espinho (en obras)

Autobuses urbanos.

Tren:estación de Aveiro (línea del Norte (Ovar, Espinho, Vila Nova de Gaia, Porto y Coímbra, Pombal, Lisboa) y (línea del Vouga Águeda, Sarnada, Oliveira de Azeméis, São João da Madeira, Santa Maria da Feira y Espinho).

Porto de Aveiro (Aveiro/Ílhavo).

Aeropuerto regional: Aeródromo de Aveiro/São Jacinto.

Universidad de Aveiro.

## Economía
Aveiro es una de las ciudades con mayor nivel económico en Portugal, en los últimos años ha ocupado el primer puesto en el nivel de calidad de vida e ingresos en el país. La economía de la ciudad está muy diversificada, actualmente parte del motor económico gira en torno a la universidad que es uno de los focos de investigación y docencia más importantes en el país. La extracción salina continúa siendo una baza importante para la ciudad, así como la industria del azulejo y el creciente turismo que cada vez atrae a más personas.
Es un distrito industrializado, con el 55 % de la población activa empleada en este sector, mientras que las actividades terciarias ocupan al 35,2 %, y las primarias apenas al 9,8 %, a pesar de la importancia de la industria agropecuaria.

## Turismo
En los últimos años es cada vez más frecuente el ir y venir de viajeros interesados en los encantos de esta ciudad, comúnmente llamada la «Venecia de Portugal» por los canales que surcan la ciudad antigua. El barrio de Beira Mar alberga la esencia de la historia de la ciudad; viejas casas entre callejuelas y canales inundados de olor a sal y mar. La Praça do Peixe de día ofrece la oportunidad de comprar pescado fresco y por la noche la plaza vive de la algarabía universitaria que inunda sus muchos bares y restaurantes. Las playas de Costa Nova y Da Barra son también un atractivo, por su belleza, las dunas de São Jacinto y el océano Atlántico. Los paseos en barco (Mercanteis) por los canales son frecuentes entre los turistas, en la ría pueden contemplar los Moliceiros; ambas son las embarcaciones típicas que recorren estos canales y la ría desde hace siglos. Los azulejos son otro de los sellos distintivos de la ciudad, y prácticamente se puede leer su historia a través de los mismos. Están presentes en toda la arquitectura Aveirense, desde las antiguas casas de pescadores, hasta los modernos edificios, pasando por teatros, catedral, iglesias, museos, edificios oficiales, etc. 
Alrededores: Playas de península de São Jacinto (Aveiro), Torreira (Municipio de Murtosa) Barra, Costa Nova (municipio de Ílhavo) y Vagueira (municipio de Vagos).

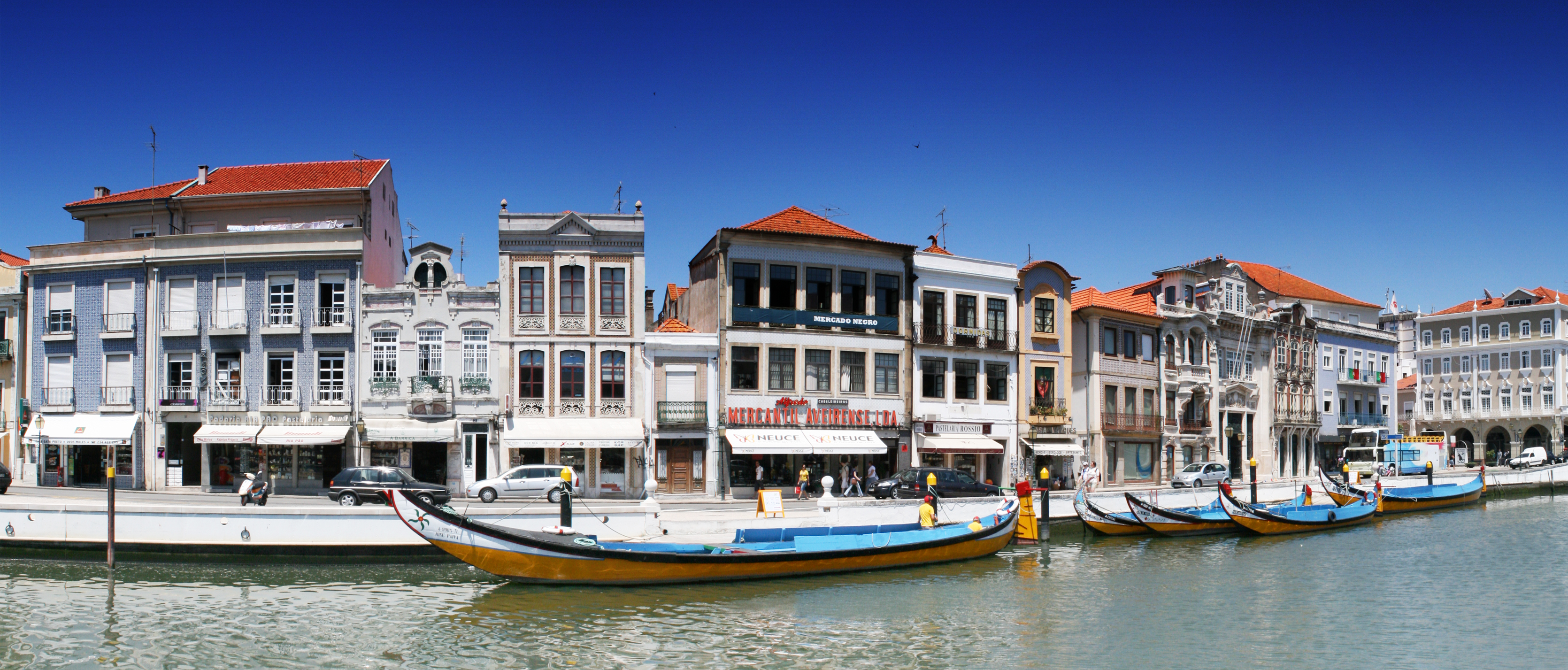
Muelles de Aveiro

## Ciudades hermanadas
- Viseo, Portugal.
- Viana do Castelo, Portugal, desde 1910.
- Belém, Brasil, desde 1970.
- Pelotas, Brasil, desde 1970.
- Ōita, Japón, desde 1978.
- Bourges, Francia, desde 1989.
- Inhambane, Mozambique, desde 1989.
- Arcachón, Francia, desde 1989.
- Ciudad Rodrigo, España, desde 1989.
- Forlì, Italia, desde 1990.
- Santa Cruz, Cabo Verde, desde 1993.
- Pemba, Mozambique, desde 1995.
- Cubatão, Brasil, desde 1997.